# رودريغو (لاعب كرة قدم مواليد 1978)
رودريغو هو لاعب كرة قدم برازيلي في مركز الهجوم، ولد في 5 نوفمبر 1978 في ساو ليوبولدو في البرازيل. لعب مع نادي إيسترن سبورتس ونادي تاركسيين راينباوز ونادي كروزيرو ونادي كريسيوما.